# Macrotus
Macrotus — рід родини листконосові (Phyllostomidae), ссавець ряду лиликоподібні (Vespertilioniformes, seu Chiroptera).

## Види
- Macrotus californicus (Baird, 1857)
- Macrotus waterhousii (Gray, 1843)

## Фізичні характеристики
Голова й тіло довжиною 50—69 мм, хвіст довжиною 35—41 мм, передпліччя довжиною 45—58 мм, вага 12—20 грамів. Забарвлення верхніх частин тіла коричнювате чи чорнувате. Низ тіла коричневий чи жовто-коричневий зазвичай помережаний срібним чи білим. 

## Поведінка
Населяє сухі теплі райони. Ведуть нічний спосіб життя. Протягом дня вони сплять у групах, часто по кілька сотень тварин у печерах, шахтах або будівлях. Їх раціон складається в основному з комах, крім того, вони також їдять плоди кактуса.

## Відтворення
Спарювання відбувається восени, через затримку більшість каженят народжуються з травня по липень. Як правило, одне дитинча народжується, яке віднімають від грудей приблизно через місяць. Середня тривалість життя може бути близько десяти років.